# Ritchie Blackmore
Richard Hugh (Ritchie) Blackmore (Weston-super-Mare, 14 april 1945) is een Engels gitarist en voornamelijk bekend als gitarist van de hardrockgroepen Deep Purple en Rainbow.

## Biografie

### Jeugd
Blackmore groeide op in Heston (Middlesex). Op zijn tiende kreeg hij zijn eerste gitaar van zijn vader. Hij volgde onder dwang nog wat klassieke gitaarlessen, maar daar lag zijn hart niet.

### Carrière
Zijn eerste groep was 2 I's Coffee Bar Junior Skiffle Group, gevolgd door The Dominators, The Satellites, Mike Dee & the Jaywalkers, The Condors, Screaming Lord Sutch & the Savages, The Outlaws, Heinz & the Wild Boys, Neil Christian & the Crusaders, The Sessions, The Three Musketeers, The Tripp, The Boz en nog meer, tot hij in 1968 The Roundabout oprichtte, de groep die later op zou gaan in Deep Purple. 
In 1975 verliet hij na onenigheid op muzikaal gebied Deep Purple en richtte Ritchie Blackmore's Rainbow op. Deze band bestond uit het voormalige Californische 'Elf' met Ronnie James Dio als zanger, frontman. Het eerste album was getiteld 'Ritchie Blackmore's Rainbow'. Dit album was veel succesvoller dan het gelijktijdig uitgebrachte toenmalige Deep Purple-album 'Come Taste the Band'. 
Later zou hij nog terugkeren naar Deep Purple, maar zijn oude vete met zanger Ian Gillan kwam de sfeer niet ten goede en hij vertrok opnieuw in 1993. Zijn vervangers waren eerst Joe Satriani en vervolgens Steve Morse.
In 2015 kondigde Blackmore een aantal rockconcerten aan en die bleken dusdanig succesvol, dat hij besloten heeft meer optredens te gaan geven.

### Blackmore's Night
Sinds 1997 speelt hij samen met zijn Amerikaanse (levens)partner Candice Night in de groep Blackmore's Night, een groep die vooral middeleeuws getinte muziek maakt.

## Waardering
Blackmore staat bekend als een zeer getalenteerd gitarist die niet altijd even goed geluimd was. Desalniettemin heeft hij grote successen behaald met de bands Deep Purple en Rainbow. Het toonaangevende muziektijdschrift Rolling Stone zette hem in de lijst van 100 beste gitaristen op plaats 55.
Ondanks het feit dat Ritchie Blackmore in staat is lange en complexe solo's te spelen, is hij bij het grote publiek bekend als de bedenker van de betrekkelijk eenvoudige riff van Smoke On The Water, een van de bekendste gitaarriffs aller tijden.
Op 17 december 2015 werd bekendgemaakt dat Blackmore met Deep Purple opgenomen zal worden in de Rock and Roll Hall of Fame.

## Zoon Jürgen
Met zijn toenmalige vrouw, de Duitse Margit, kreeg hij in 1964 een zoon die Jürgen werd gedoopt en ook in de muziek zit, zij het niet zo succesvol als zijn vader. Hij deed sessiewerk voor de groep Iron Angel en onder de naam JR Blackmore Group bracht hij een paar zeer obscure albums uit.

## Discografie

### Met Deep Purple
- Shades of Deep Purple (1968)
- The Book of Taliesyn (1968)
- Deep Purple (album) (1969)
- Concerto for Group and Orchestra, samen met het Royal Philharmonic Orchestra (1969)
- Deep Purple in Rock (1970)
- Gemini Suite Live (1970, pas uitgebracht in 1993)
- Fireball (1971)
- Machine Head (1972)
- Made in Japan (1972)
- Who Do We Think We Are (1973)
- Burn (1974)
- Stormbringer (1974)
- Made in Europe (1976)
- Perfect Strangers (1984)
- The House of Blue Light (1987)
- Nobody's Perfect Live (1988)
- Slaves & Masters (1990)
- The Battle Rages On (1993)

### Met Rainbow
- Ritchie Blackmore's Rainbow (1975)
- Rising (1976)
- On Stage (1977)
- Long Live Rock 'n Roll (1978)
- Down to Earth (1979)
- Monsters of Rock (1980)
- Difficult to Cure (1981)
- Best of Rainbow (1981)
- Straight Between The Eyes (1982)
- Bent Out Of Shape (1983)
- Finyl Vinyl (1986)
- Stranger In Us All (1995)

### Met Blackmore's Night
Studioalbums:
- Shadow Of The Moon (1997)
- Under A Violet Moon (1999)
- Fires at Midnight (2001)
- Ghost of a Rose (2003)
- The Village Lanterne (2006)
- Winter Carols (2006)
- Secret Voyage (2008)
- Autumn Sky (2010)
- Dancer and the Moon (2013)
- All Our Yesterdays (2015)
- Here We Come A-Caroling (2020)
- Nature's Light (2021)

Livealbums:
- Past Times With Good Company (2003)
- A Knight In York (2012)

Verzamelalbums:
- Beyond the Sunset: The Romantic Collection (2004)

Dvd's:
- Castles and Dreams (2005)
- Paris Moon (2007)
- A Knight In York (2012)

| DVD's met hitnoteringen in de DVD Top 30 | Datum van verschijnen | Datum van binnenkomst | Hoogste positie | Aantal weken | Opmerkingen |
| ---------------------------------------- | --------------------- | --------------------- | --------------- | ------------ | ----------- |
| The Ritchie Blackmore Story              | 2015                  | 28-11-2015            | 24              | 1            |             |

- Bibsys: 3121445
- Biblioteca Nacional de España: XX1576201
- Bibliothèque nationale de France: cb139709482 (data)
- Gemeinsame Normdatei: 124973817
- International Standard Name Identifier: 0000 0001 0798 0812
- Library of Congress Control Number: n87149149
- Nationale Bibliotheek van Letland: 000097038
- MusicBrainz: fc5f555c-dfa2-4f16-9da5-98342105c23a
- Bibliotheek van het Japanse parlement: 00620379
- Nationale Bibliotheek van Tsjechië: ola2002151380
- Nationale bibliotheek van Australië: 35410846
- Nationale Bibliotheek van Israël: 987007396878605171
- Nationale Bibliotheek van Polen: a0000003206208
- Nationale en Universitaire bibliotheek Zagreb: 000065032
- Nederlandse Thesaurus van Auteursnamen: 070732558
- Système universitaire de documentation: 179990012
- Trove: 514671
- Virtual International Authority File: 24794790
- WorldCat: E39PBJpyrXG4qKb78kymPfV3cP

Ian Paice · Roger Glover · Ian Gillan · Steve Morse · Don Airey

Jon Lord † · Ritchie Blackmore · Rod Evans · Nick Simper · David Coverdale · Glenn Hughes · Tommy Bolin † · Joe Lynn Turner · Joe Satriani